# Мора Сан Ђовани (Кунео)
Мора Сан Ђовани је насеље у Италији у округу Кунео, региону Пијемонт.
Према процени из 2011. у насељу је живело 41 становника. Насеље се налази на надморској висини од 524 м.